# ايلين ديفيدسون
ايلين ديفيدسون (بالإنجليزية: Eileen Davidson)‏ هي ممثلة أمريكية، ولدت في 15 يونيو 1959 في الولايات المتحدة وتوفيت في 9 أبريل 2021 في بيفرلي هيلز في الولايات المتحدة.

## أعمال

### مسلسلات
- أيام حياتنا

## وصلات خارجية
- ايلين ديفيدسون على موقع IMDb (الإنجليزية)
- ايلين ديفيدسون على موقع ألو سيني (الفرنسية)
- ايلين ديفيدسون على موقع أول موفي (الإنجليزية)
- ايلين ديفيدسون على موقع إن إن دي بي (الإنجليزية)
- ايلين ديفيدسون على موقع قاعدة بيانات الفيلم (الإنجليزية)
- ايلين ديفيدسون على موقع كينوبويسك (الروسية)